# Beppe Gabbiani
Giuseppe "Beppe" Gabbiani, född 2 januari 1957 i Piacenza, är en italiensk racerförare.

## Racingkarriär
Gabbiani började tävla i karting 1971 och rönte sådan framgång att han kunde hoppa direkt till formel 3 1977. Där gjorde han också succé. Han vann sitt första lopp och slutade sedan fyra i det europeiska F3-mästerskapet redan sin första säsong. Året efter körde han i formel 2 för Trivellato Racing Team i en Chevron-Ferrari men han tog bara poäng i ett race. I slutet av 1978 hyrde Gabbiani en Surtees och försökte kvala in till de två sista formel 1-loppen, men han klarade det inte. 1979 körde han för March F2 och kom då tvåa i två lopp och slutade femma i det europeiska formel 2-mästerskapet. 1980 körde han först för Minardi och sedan för Maurer men han lyckade bara ta en poäng den säsongen.
Inför säsongen 1981 skrev Gabbiani kontrakt med formel 1-stallet Osella. Han lyckades dock bara kvalificerade sig till och starta i tre lopp, vilka han fick bryta.
1982 var han tillbaka i formel 2 och Maurer och slutade femma bakom sin stallkamrat Stefan Bellof i det europeiska mästerskapet. 1983 körde han för Onyx i en March-BMW och vann fyra lopp men slutade trots detta bara trea i det europeiska mästerskapet. 1984 körde han ett sista formel 2-lopp och 1986-1987 återkom han till racingen i formel 3000. Gabbiani har även tävlat i sportvagnsracing, standardbilar, FIAGT och LMES, där han fortfarande är aktiv.

## F1-karriär
| Säsong | Stall/Tillverkare | Poäng | Placering |
| ------ | ----------------- | ----- | --------- |
| 1978   | Surtees-Ford      | 0     | –         |
| 1981   | Osella-Ford       | 0     | –         |